# شعر سپید
شعر سپید یا شعر شاملویی یا آزاد، گونه‌ای از شعر نو فارسی است که در دهه سی شمسی و با مجموعهٔ هوای تازه از احمد شاملو ظهور پیدا کرد و شاید بتوان آن را با شعر آزاد (به فرانسوی: vers libre) در ادبیات کشورهای غربی مقایسه کرد. تفاوت عمده این آثار با نمونه‌های قبلی شعر نو در فرم شعر بود. در این سبک عموماً وزن عروضی رعایت نشده ولی آهنگ و موسیقی نمود دارد.
در دسته‌بندی عرفی شعر نو فارسی، گاهی به هر شعری که در قالب شعر نیمایی نگنجد سپید می‌گویند. در کل شعر سپید را شعر نو، بی‌وزن، منثور یا آزاد نیز می‌گویند. از جهتی چون در پی شعر نیمایی بوده و متفاوت با آن از قید وزن عروضی نیز رها شده در عین حال برخلاف موج نو (شعر منثور) همچنان با فرم نثر متمایز بوده اصطلاحاً شعر بی‌وزن یا آزاد نامیده می‌شود.
برخی از منتقدان متاخر شعر سپید مانند محمد مستقیمی شعر سپید را پالاییده‌ترین نوع شعر فارسی می‌دانند که خود را از موسیقی و همهٔ چیزهای دیگر آزاد کرده‌است. وی در کتاب آیینه پردازان خود با این تعریف از شعر که کلامی است مخیل دربارهٔ شعر سپید یکی از دلایل خوانده شدن این شعر به عنوان شعر سپید را معنی و خوانش سپیدی‌هایی می‌داند که در تقطیع‌های شعر سپید در فضای خیال خواننده بازآفرینی می‌شود یا خواننده آنها را در فضای خیال خود پر می‌کند. به نظر وی «در شعر سپید به دنبال موسیقی نباشید چون شعر سپید به معنای شعر بی‌قید و بند است این شعر از قیود موسیقی که هنر دیگریست خود را رها کرده و صفت سپیدیش به همین معناست مثل ازدواج سپید پس نه موسیقی دارد نه نیازی به موسیقی دارد و آن تعاریف شعر سپید یعنی آن که خواننده سپیدی‌های کاغذ را هم بخواند همه ناشی از ناآگاهی در مورد این صفت و کاربرد آن است سپید یعنی بی‌قید»

## نمونه اشعار
سلاخی می‌گریست
 به قناری کوچکی
 دل باخته بود!— احمد شاملو
دلم گرفته‌است
 دلم گرفته‌است
 به ایوان می‌روم و انگشتانم را بر پوست کشیدهٔ شب می‌کشم
 چراغ‌های رابطه تاریکند
 چراغ‌های رابطه تاریکند
کسی مرا به آفتاب معرفی نخواهد کرد
کسی مرا به مهمانی گنجشک‌ها نخواهد برد
پرواز را به خاطر بسپار
پرنده مردنی ست.— فروغ فرخزاد

## تاریخچه و شاعران معروف
در مسیر شعر نو نیمایی در سال ۱۳۲۶ نخستین مجموعه شعر احمد شاملو به نام آهنگ‌های فراموش شده به چاپ رسید. به جهت آن که این مجموعه حاوی نخستین نمونه‌های «شعر سپید» در زبان فارسی است نشر آن در این سال سزاوار توجه‌است (برای دیدن نقد و نظرهای چند در مورد این کتاب، رک :شمس لنگرودی، تاریخ تحلیلی شعر نو، ۱/۳۵۴ به بعد) قطعنامه نام مجموعهٔ دیگر شعر احمد شاملو بود که نخستین بار در سال ۱۳۳۰ منتشر شد. این مجموعه حاوی چهار شعر بلند بود که نشان می‌داد شاملو با عبور از شیوهٔ نیمایی برای خود راه تازه‌ای می‌جوید (جعفر یاحقی، جویبار لحظه‌ها:۶۱). در دهه هشتاد شمسی گروهی از شاعران جوان در تداوم شعر نو به تعادل خوبی در فرم و محتوای شعر دست یافتند.
اسامی برخی از شاعران نامی این سبک در زیر آمده‌است:
- احمد شاملو
- یدالله رؤیایی
- فروغ فرخزاد
- بیژن جلالی
- تندرکیا
- شمس لنگرودی
- شمس آقاجانی
- رضا براهنی
- سید علی صالحی
- منوچهر آتشی
- احمدرضا احمدی
- علی عبدالرضایی
- بیژن الهی
- هرمز علی پور
- علی باباچاهی
- منصور اوجی
- طاهره صفارزاده
- سید حسن حسینی
- حسین منزوی
- کیومرث منشی زاده
- هوشنگ چالنگی
- پرویز اسلامپور
- هوشنگ آزادی پور
- محمد مختاری
- نصرت رحمانی
- هرمز علیپور
- علی باباچاهی
- امین خاکپور مقدم